# ホッパー (鉱業)

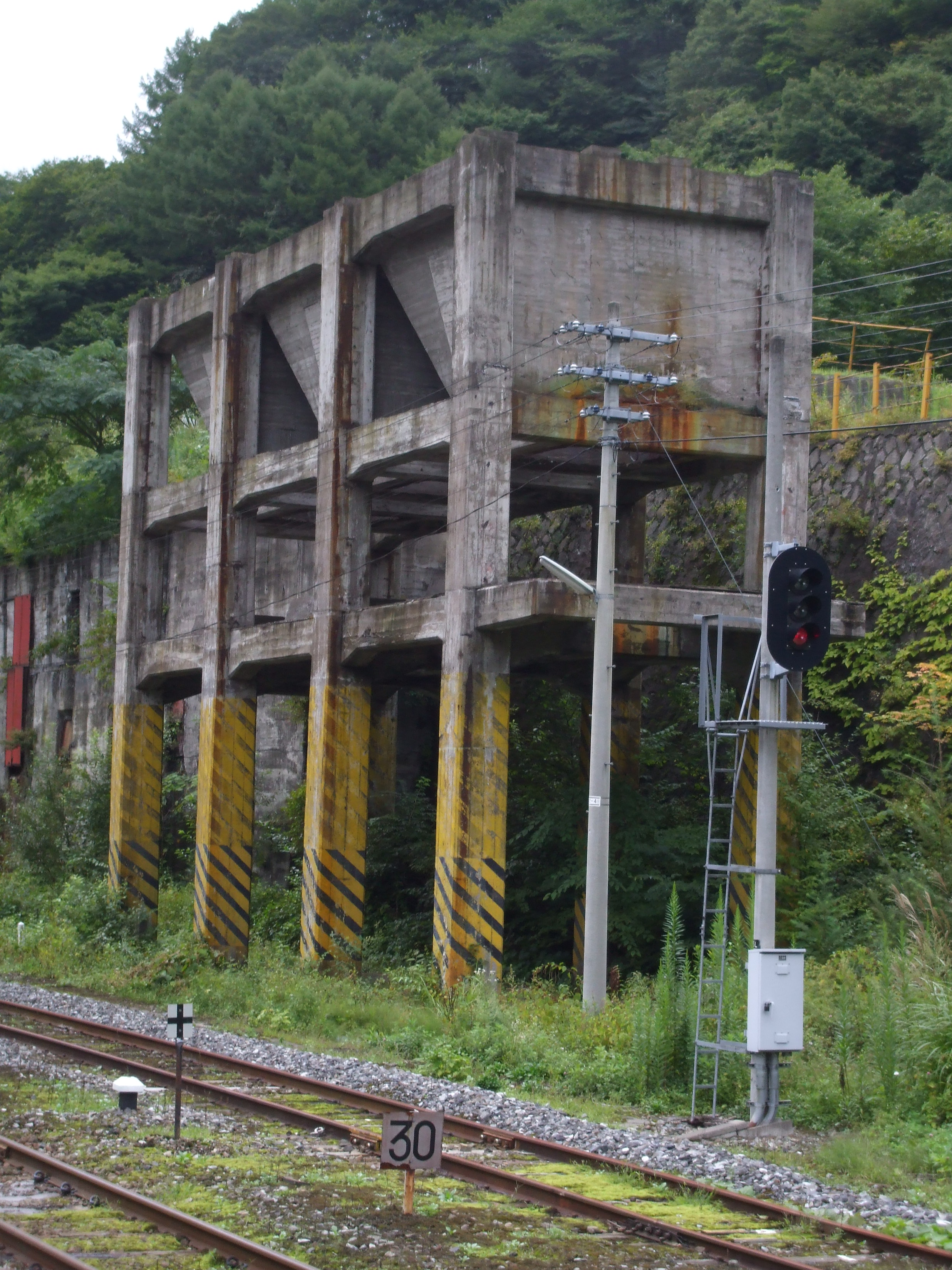
釜石線陸中大橋駅に残るホッパー

ホッパーは、鉱山で選別した鉱石、炭鉱で採掘した石炭、河川で採取した砂利などを、出荷・積込まで貯めておくための貯炭槽および機械設備である。一般的に、四角の箱状の構造をした建造物であり、規模により巨大なものも存在する。ホッパーは積み出し設備を兼ねるため、主に貨物線・専用線の引込み線や運搬用の道路の上に作られている。貯炭槽となるホッパー自体の形状は、原料が効率よく流れるように円錐型や四角錐となっている。炭鉱においてはボタ山と同様に、炭鉱地域を象徴するものの一つとなっており、閉山後も遺構として残存する場合が多い。